# Plexippus calcutaensis
Plexippus calcutaensis là một loài nhện trong họ Salticidae.
Loài này thuộc chi Plexippus. Plexippus calcutaensis được Benoy Krishna Tikader miêu tả năm 1974.